# Червоный Борец (Наровлянский район)
Черво́ный Боре́ц (прежде: Красный Борец, бел. Чырвоны Борец; Чырвоны Змагар) — упразднённый посёлок в Головчицком сельсовете Наровлянского района Гомельской области Беларуси.
В связи с радиационным загрязнением после катастрофы на Чернобыльской АЭС жители (13 семей) переселены в 1990—1992 годах в чистые места.
С 2005 года исключена из данных по учёту и регистрации административно-территориальных и территориальных единиц как фактически несуществующая.

## География

### Расположение
В 20 км на запад от Наровли, 10 км от железнодорожной станции Ельск (на линии Калинковичи — Овруч), 198 км от Гомеля.

## Транспортная сеть
Транспортные связи по просёлочной, а затем автодороге Ельск — Наровля. Короткая улица ориентирована с юго-запада на северо-восток, вдоль просёлочной дороги. Застройка деревянная, усадебного типа.

## История
Основан в 1920-х годах переселенцами из соседних деревень на бывших помещичьих землях. В 1931 году жители вступили в колхоз. Согласно переписи 1959 года входил в состав колхоза «Советская Беларусь» (центр — деревня Головчицкая Буда).

## Население

### Численность
- 1990—1992 год — жители (13 семей) переселены.

### Динамика
- 1959 год — 85 жителей (согласно переписи).
- 1990—1992 год — жители (13 семей) переселены.